# Ogeechee
Le fleuve Ogeechee ((en) Ogeechee River) est un fleuve des États-Unis, dans l'État de Géorgie, long de 370 kilomètres qui se jette dans l'océan Atlantique.

## Parcours
Le fleuve est issu du confluent de la North Fork Ogeechee et de la South Fork Ogeechee, au nord-est de l'État de Géorgie, à 4 kilomètres au sud-sud-ouest de Crawfordville. Il se dirige vers le sud-est pour se jeter dans l'océan Atlantique à environ 25 kilomètres au sud de Savannah.

## Principal affluent
- Canoochee (en)